# Lãnh thổ Washington
Lãnh thổ Washington (tiếng Anh: Washington Territory hay Territory of Washington) từng là một lãnh thổ hợp nhất có tổ chức của Hoa Kỳ, tồn tại từ ngày 2 tháng 3 năm 1853 cho đến 11 tháng 11 năm 1889 khi lãnh thổ này được phép gia nhập liên bang để trở thành tiểu bang Washington. Lãnh thổ được thành lập từ phần đất của Lãnh thổ Oregon, bắt đầu từ phía bắc hạ nguồn sông Columbia và cả phần đất ở phía đông sông Columbia bắt đầu từ phía bắc vĩ tuyến 46 độ. Vào thời điểm có diện tích rộng lớn nhất, nó còn bao trùm toàn bộ Idaho hiện tại và các phần đất ngày nay thuộc Montana và Wyoming trước khi ranh giới cuối cùng của nó bị thu hẹp và không thay đổi nữa vào năm 1863.

## Lịch sử
Thái độ nóng lòng muốn thành lập chính quyền tự trị đã phát triển tại các vùng đất thuộc Xứ Oregon ở phần phía bắc sông Columbia vào năm 1851–1852. Một nhóm người định cư nổi tiếng từ vùng Cowlitz và Vịnh Puget họp nhau vào ngày 25 tháng 11 năm 1852 tại "Hội nghị Monticello" để thảo một bản thỉnh nguyện thư gởi cho Quốc hội Hoa Kỳ kêu gọi thành lập một lãnh thổ riêng biệt ở phía bắc sông Columbia. Sau khi được chính quyền lãnh thổ Oregon chấp thuận, bản kiến nghị được gởi đến chính phủ liên bang.
Đạo luật thành lập lãnh thổ, có tên H.R. 348, được đệ trình tại Hạ viện Hoa Kỳ bởi dân biểu Charles E. Stuart vào ngày 25 tháng 1 năm 1853. Dân biểu Richard H. Stanton cho rằng tên được đề nghị đặt cho lãnh thổ mới — "Lãnh thổ Columbia" — có thể dễ bị lầm lẫn với Đặc khu Columbia. Vì thế ông đề nghị một cái tên khác nhằm vinh danh George Washington để thay thế. Như thế đạo luật được tu chính với tên gọi "Washington" mặc dù không thiếu những lời bàn cãi tranh luận. Đạo luật với tên mới được thông qua tại Hạ viện Hoa Kỳ ngày 10 tháng 2, được thông qua tại Thượng viện Hoa Kỳ ngày 2 tháng 3, và được tổng thống Millard Fillmore ký thành luật cùng ngày hôm đó.
Isaac Stevens, người được bổ nhiệm làm thống đốc đầu tiên của lãnh thổ, tuyên bố Olympia là thủ phủ lãnh thổ. Một nghị viện lãnh thổ được bầu và họp phiên họp đầu tiên vào tháng 2 năm 1854, và tòa án tối cao lãnh thổ đưa ra phán quyết đầu tiên của tòa vào cuối năm đó. Columbia Lancaster được bầu làm đại biểu đầu tiên tại Quốc hội Hoa Kỳ.
Các ranh giới ban đầu của lãnh thổ gồm có toàn bộ tiểu bang Washington ngày nay cũng như miền bắc Idaho và Montana ở phía tây Đường phân thủy Lục địa Bắc Mỹ. Khi Lãnh thổ Oregon được phép gia nhập liên bang để trở thành tiểu bang Oregon vào năm 1859 thì các phần đất phía đông của Lãnh thổ Oregon trong đó có miền nam Idaho, các phần đất Wyoming nằm ở phía tây đường phân thủy lục địa và một phần nhỏ của Quận Ravalli, Montana ngày nay bị sáp nhập vào Lãnh thổ Washington. Mũi đất miền nam của lãnh thổ (nằm trong tiểu bang Wyoming ngày nay) được cắt cho Lãnh thổ Nebraska vào ngày 2 tháng 3 năm 1861.
Năm 1863, khu vực của Lãnh thổ Washington nằm ở phía đông sông Snake và kinh độ 117 được tái tổ chức thành một phần đất của lãnh thổ mới là Lãnh thổ Idaho, khiến cho lãnh thổ chỉ còn lại như ranh giới hiện tại của tiểu bang Washington. Lãnh thổ được phép gia nhập liên bang để trở thành tiểu bang thứ 42 của Hoa Kỳ vào ngày 11 tháng 11 năm 1889.

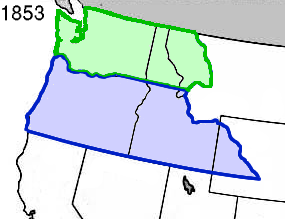
Lãnh thổ Washington (xanh lá) và Lãnh thổ Oregon (xanh dương) năm 1853.
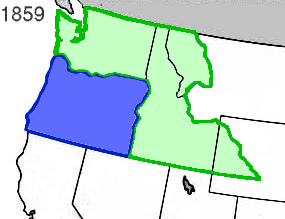
Lãnh thổ Washington (xanh lá) và tiểu bang Oregon năm 1859.
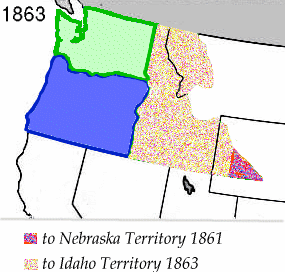
Các phần đất nhượng lại cho Lãnh thổ Nebraska và Lãnh thổ Idaho vào năm 1861 và 1863.